# Гай Курций Филон
Гай Курций Филон (лат. Gaius Curtius Philo; V век до н. э.) — римский политический деятель, консул 445 года до н. э.
Коллегой Гая Курция по должности был Марк Генуций Авгурин. Во время их консульства народный трибун Гай Канулей выдвинул законодательные инициативы о разрешении смешанных браков между представителями плебса и патрициата и о допуске плебеев к консульской должности. Консулы выступили против обеих инициатив. Они попытались пойти на компромисс, согласившись со смешанными браками, но отстаивая монополию патрициев на консульство, но трибуны отказались от уступок.
Курций и Генуций не могли противодействовать трибунам открыто через сенат и поэтому были вынуждены совещаться с наиболее влиятельными сенаторами с глазу на глаз. Было решено допустить избрание вместо консулов новых должностных лиц — военных трибунов с консульской властью, причём избирать их из числа всех граждан. Выборы первых военных трибунов проводил Гай Курций. Из-за того, что он не вполне правильно поставил шатёр для птицегаданий, трибунам пришлось спустя три месяца сложить свои полномочия.
В историографии существует мнение, что Гай Курций — вымышленный персонаж. Сторонники этой гипотезы констатируют, что когномен Филон явно имеет греческое происхождение и что Курции, жившие в более позднюю эпоху, были плебеями, тогда как в 445 году до н. э. консулом мог стать только патриций.